# Gerd Constapel

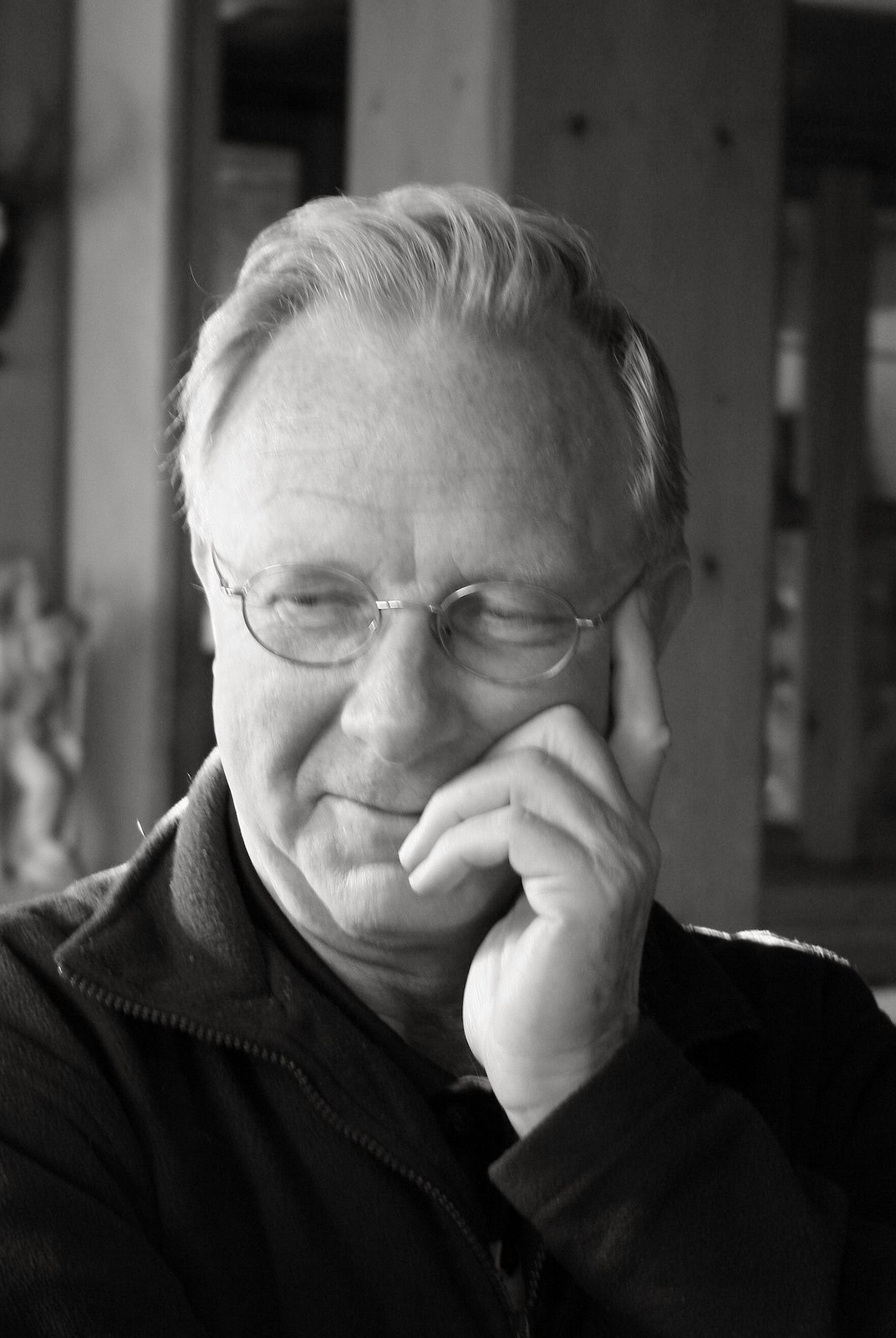
Gerd Constapel (2006)

Gerd Constapel (* 18. Dezember 1938 in Upgant-Schott) ist ein niederdeutscher Autor.

## Leben und Werk
Constapel wuchs in Upgant-Schott auf, wo er bereits als Kind das ostfriesische Platt sprach. Er ist gelernter Betriebswirt und war langjährig als Industriemanager in Deutschland und im Ausland tätig. Nach seinem Eintritt in den Ruhestand im Jahr 1998 begann er plattdeutsche Gedichte zu verfassen, die die Menschen, das Leben und die Landschaft Ostfrieslands zum Gegenstand haben. Constapel schreibt moderne Lyrik und setzt sich für ein reines Plattdeutsch ein, das nicht durch hochdeutsche Einflüsse verfälscht wird. Zudem übersetzt er aus dem Groningischen und Niederländischen. Veröffentlicht hat er vorwiegend in deutschen und niederländischen Anthologien und Literaturzeitschriften.
Laut Snorre Björkson von der Freudenthal-Gesellschaft gehört Constapel „gegenwärtig wohl zu den begabtesten plattdeutschen Lyrikern“.
Constapel ist Mitglied des Arbeitskreises Ostfriesischer Autorinnen und Autoren und im Schrieverkring Weser-Ems. Er wohnt in Leer-Loga.

## Preise
Mit seinen niederdeutschen Gedichten gewann er 2003 für die Gedichtreihe Neje Klören und 2009 für den Zyklus Stoom den Freudenthal-Preis, 1999 und 2004 den Jahrespreis des Arbeitskreises Ostfriesischer Autorinnen und Autoren und 2006 den Schreibwettbewerb von Plattfoss. 2009 erzielte Wintersaga beim Klaus-Groth-Preis den zweiten Platz und 2023 Portrett van en Polder bi Sömmerdag den ersten Platz. Den zweiten Platz belegte er beim Johann-Friedrich-Dirks-Schreibwettbewerb 2013 mit dem Zyklus Middsömmeravend.

## Schriften
- Gerd Constapel: Olldagsland. Niederdeutsche Gedichte von 1998 bis 2010 mit hochdeutschen Übertragungen. Diesel-Verlag, Emden 2010, ISBN 978-3-934835-07-8.
- Nicolas Nowack (Hrsg.): Nordsee ist Wortsee. Nordsee-Poesie, eine Anthologie. Wachholtz, Neumünster 2006, ISBN 3-529-04522-5 (mit Beitrag von G. Constapel).
- Jan Glas, Tonko Ufkes (Hrsg.): De nije oogst. 36 Nedersaksische gedichten. Kleine Uil, Groningen 2007, ISBN 978-90-77487-46-4 (mit Beitrag von G. Constapel).
- Gerd Constapel: Dit is de dag – Dies ist der Tag. In: Ostfreesland 2012. Kalender für Ostfriesland. SKN Verlag, Norden 2012, S. 83.
- Gerd Constapel: Diss Kant Neeischanz, Loga, Raakwark, Winterdaags. In: Carl-Heinz Dirks (Hrsg.): De 100 moiste oostfreeske plattdüütse Gedichten. Diesel-Verlag, Emden 2008, ISBN 978-3-934835-05-4, S. 107–110.
- Gerd Constapel: Vörloop. In:  Klaus-Groth-Gesellschaft Jahrbuch 2010 Nr. 5. Boyens Buchverlag, Heide/Holstein 2010, S. 108, ISSN 1868-6737, ISBN 978-3-8042-0974-9
- Gerd Constapel: Disse Dag, Green Card. In: Platt langs het Pieterpad. Stichting Het Drentse Boek, Zuidwolde/NL 2003.
- Gerd Constapel: Alle Gedichte des Zyklus Stoom. In: Soltauer Schriften Binneboom. Band 16, Freudenthal-Gesellschaft 2010, S. 75–81.
- Gerd Constapel: Alle Gedichte der Reihe Neje Klören. In: Soltauer Schriften Binneboom. Band 10, Freudenthal-Gesellschaft 2004, S. 88–92.
- Gerd Constapel: Diverse Veröffentlichungen und Beiträge in den Literaturzeitschriften Diesel aus Ostfriesland und Krödde aus Groningen.

## Audio-Aufnahme
- Gerd Constapel, Herbert Bartmann: Stoom. Niederdeutsche Lyrik und Musik. (CD, 2019).